# 竹中土木
株式会社竹中土木（たけなかどぼく、英称：TAKENAKA CIVIL ENGINEERING & CONSTRUCTION CO., LTD.)は、東京都に本社を置く竹中工務店グループの建設会社。

## 概要
土木専業の総合建設会社（ゼネコン）である。親会社の竹中工務店はビルやスタジアムの建設といったいわゆる建築の分野に特化しており、竹中土木はダムやトンネル、橋といった土木の分野の建設事業を行っている。

### 経営理念
最良の作品を世に遺し、社会に貢献する

### コーポレートメッセージ
人と地球の架け橋に

## 事業所所在地
- 本社 / 東京本店 - 東京都江東区新砂1丁目1-1
- 大阪本店 - 大阪府大阪市中央区本町4丁目1-13
- 北海道支店 - 北海道札幌市中央区大通西4丁目1
- 東北支店 - 宮城県仙台市青葉区国分町3丁目4-33
- 関東支店 - 埼玉県さいたま市桜区桜木町1丁目-9-6
- 横浜支店 - 神奈川県横浜市西区花咲町6丁目-145
- 名古屋支店 - 愛知県名古屋市中区錦2丁目2-13
- 広島支店 - 広島県広島市中区橋本町10-10
- 四国支店 - 香川県高松市西内町12-11
- 九州支店 - 福岡県福岡市中央区天神4丁目2-20
- 国際支店 - 東京都江東区新砂1丁目1-1
- 技術研究所 - 千葉県印西市大塚1丁目5-1

## 沿革
- 1937年（昭和12年） - 海外で建設事業を行うための匿名組合として、竹中工務店などが中心となって共栄会が結成。
- 1941年（昭和16年） - 共栄会が株式会社に改組され、海外土木興業株式会社が設立される。主として中国、東南アジア、中南米方面で事業を展開。
- 1946年（昭和21年） - 竹中工務店が海外土木興業の株式を全て譲り受け、朝日土木興業株式会社と改称。
- 1948年（昭和23年） - 朝日土木株式会社と改称。
- 1960年（昭和35年） - 東海道新幹線「有楽町高架」を施工。
- 1960年（昭和35年） - 名古屋市「栄町共同溝工事」を日本初の「矩形シールド工法」により施工。
- 1967年（昭和42年） - 竹中土木株式会社と改称。
- 1972年（昭和47年） - 興国道路株式会社の全株式を譲り受け道路部門へ進出。
- 1973年（昭和48年） - 株式会社竹中土木と改称。下地島空港を施工。
- 1974年（昭和49年） - 子会社の興国道路株式会社を株式会社朝日道路と改称する（現在の株式会社竹中道路）。
- 1979年（昭和54年） - DCM専用船「第三竹中号」完成、DCM工法が第31回毎日工業技術賞を受賞。名古屋市営地下鉄「江川端工区」をTBW工法で施工。
- 1980年（昭和55年） - 竹中錬一が会長に、竹中統一が社長に就任。
- 1981年（昭和56年） - 日本初のダムコンクリート圧送工法（PCD工法）を開発。
- 1983年（昭和58年） - 連続シート止水壁工法、特殊水中コンクリート（シーベター）を開発。
- 1984年（昭和59年） - 竹中式スラッヂ処理システム（TST）が業界初の環境庁長官賞を受賞。
- 1987年（昭和62年） - ダム用自動式型枠工法を開発。
- 1989年（平成元年） - 竹中統一が会長に、長沢不二男が社長に就任。
- 1991年（平成3年） - シールド自動方向制御システムを開発。
- 1993年（平成5年） - 河川浄化TRENDSシステムを開発。
- 1999年（平成11年） - 長沢不二男が会長に、竹中康一が社長に就任。
- 2004年（平成16年） - 本社・東京本店が中央区から江東区へ移転。
- 2006年（平成18年） - 東北新幹線八甲田トンネル工事、箕面有料道路箕面トンネル（南工区）工事が土木学会技術賞を受賞。灰塚ダム建設事業がダム工学会技術賞を受賞。「ダイオ・スイーパー」によるダイオキシン類汚染底質の無害化工事を国内初施工。
- 2008年（平成20年） - 椎柴風力発電所が風力発電機として国内初の性能評価・大臣認定を取得。新東名高速道路金谷トンネル工事、忠別ダム工事が土木学会技術賞を受賞。
- 2013年（平成25年） - 戸建て住宅の液状化対策技術「スマートコラム工法」を千葉県浦安市で実証、公開。
- 2018年（平成30年） - 厚生労働省より女性活躍推進法に基づく「えるぼし」認定を取得。
- 2020年（令和2年） - 国土開発技術賞にて「住みながら宅地境界を地盤改良壁で囲む液状化対策工法」が最優秀賞を受賞。
- 2021年（令和3年） - 「汚染地盤の加温式浄化技術」が環境省「環境大臣賞」 を受賞
- 2022年（令和4年） - 竹中康一が会長に、竹中祥悟が社長に就任。

## 主な施工実績
- 当別ダム
- 浦山ダム
- 金城ダム
- 首都圏外郭放水路 調圧水槽
- 山梨リニア実験線 安寺工区
- 東北新幹線 八甲田トンネル
- 九州新幹線 桑原トンネル
- 東京メトロ副都心線 西早稲田工区
- 都営地下鉄大江戸線 汐留浜松町工区
- 横浜高速鉄道みなとみらい線 新高島駅
- 成田スカイアクセス 瀬戸高架橋
- 神戸市営地下鉄海岸線 三宮工区
- つくばエクスプレス総合基地
- 東京湾アクアライン 浮島トンネル
- 新東名高速道路 引佐第一トンネル
- 神戸淡路鳴門自動車道 門崎高架橋
- 関西国際空港
- EXPOCITY
- イオンモール沖縄ライカム
- 千葉県浦安市 液状化対策事業
- 岩手県大槌町 災害廃棄物処理業務
- 福島県南相馬市 除染作業及び除去土壌等の保管管理業務
- ジャカルタ市内立体交差（インドネシア共和国）
- モイ国際空港（ケニア共和国）
- 天津コンテナバース（中華人民共和国）
- 地下鉄トアパイヨ駅（シンガポール共和国）

## グループ企業
- 竹中工務店
- 竹中道路